# Tomás Badaloni
Tomás Oscar Badaloni (Villa Nueva, Mendoza, Argentina; 2 de mayo de 2000) es un futbolista argentino. Juega de delantero y su equipo actual es el Club Necaxa de la Primera División de México.

## Trayectoria
Debutó profesionalmente el 27 de julio de 2019 frente a San Lorenzo de Almagro dónde convertiría el 1-1 parcial en lo que sería derrota 3-2 en el Estadio Nuevo Gasómetro. 

## Estadísticas

### Clubes
Actualizado hasta su último partido disputado el 2 de agosto de 2025.
| Club                       | Div.          | Temporada     | Liga  | Liga  | Liga   | Copas nacionales | Copas nacionales | Copas nacionales | Torneos internacionales | Torneos internacionales | Torneos internacionales | Total | Total | Total  | Media goleadora |
| Club                       | Div.          | Temporada     | Part. | Goles | Asist. | Part.            | Goles            | Asist.           | Part.                   | Goles                   | Asist.                  | Part. | Goles | Asist. | Media goleadora |
| -------------------------- | ------------- | ------------- | ----- | ----- | ------ | ---------------- | ---------------- | ---------------- | ----------------------- | ----------------------- | ----------------------- | ----- | ----- | ------ | --------------- |
| C. D. Godoy Cruz Argentina | 1.ª           | 2019-20       | 19    | 3     | 3      | 1                | 1                | 0                | —                       | —                       | —                       | 20    | 4     | 3      | 0.20            |
| C. D. Godoy Cruz Argentina | 1.ª           | 2020-21       | —     | —     | —      | 16               | 2                | 1                | —                       | —                       | —                       | 16    | 2     | 1      | 0.12            |
| C. D. Godoy Cruz Argentina | 1.ª           | 2021          | 24    | 4     | 2      | 13               | 3                | 1                | —                       | —                       | —                       | 37    | 7     | 3      | 0.19            |
| C. D. Godoy Cruz Argentina | 1.ª           | 2022          | 21    | 2     | 0      | 15               | 0                | 1                | —                       | —                       | —                       | 36    | 2     | 1      | 0.05            |
| C. D. Godoy Cruz Argentina | 1.ª           | 2024          | 2     | 0     | 0      | 15               | 5                | 1                | 2                       | 0                       | 0                       | 19    | 5     | 1      | 0.26            |
| C. D. Godoy Cruz Argentina | Total club    | Total club    | 66    | 9     | 5      | 60               | 11               | 4                | 2                       | 0                       | 0                       | 128   | 20    | 9      | 0.15            |
| C. A. Tigre Argentina      | 1.ª           | 2023          | 16    | 2     | 2      | 5                | 1                | 0                | 4                       | 1                       | 1                       | 25    | 4     | 3      | 0.16            |
| C. A. Tigre Argentina      | Total club    | Total club    | 16    | 2     | 2      | 5                | 1                | 0                | 4                       | 1                       | 1                       | 25    | 4     | 3      | 0.16            |
| Club Necaxa · México       | 1.ª           | 2024-25       | 29    | 5     | 0      | —                | —                | —                | 2                       | 0                       | 0                       | 31    | 5     | 0      | 0.16            |
| Club Necaxa · México       | 1.ª           | 2025-26       | 3     | 0     | 0      | —                | —                | —                | 2                       | 3                       | 0                       | 5     | 3     | 0      | 0.60            |
| Club Necaxa · México       | Total club    | Total club    | 32    | 5     | 0      | 0                | 0                | 0                | 4                       | 3                       | 0                       | 36    | 8     | 0      | 0.22            |
| Total carrera              | Total carrera | Total carrera | 114   | 16    | 7      | 65               | 12               | 4                | 10                      | 4                       | 1                       | 189   | 32    | 12     | 0.17            |
| 1. 2. 3.                   |               |               |       |       |        |                  |                  |                  |                         |                         |                         |       |       |        |                 |